# Eucheilota paradoxica
Eucheilota paradoxica är en nässeldjursart som beskrevs av Mayer 1900. Eucheilota paradoxica ingår i släktet Eucheilota och familjen Lovenellidae. Inga underarter finns listade i Catalogue of Life.